# Jean Pliya
Jean Pliya (* 21. Juli 1931 in Djougou, Kolonie Dahomey; † 14. Mai 2015 in Abidjan) war ein beninischer Politiker, Hochschullehrer und Schriftsteller französischer Sprache.

## Leben und Werk
Jean Pliya studierte Geschichte und Geographie in Dakar und Toulouse. Er unterrichtete ab 1957 in Cahors, Lyon, Cotonou und Porto-Novo. Von 1961 bis 1965 war er in Dahomey (heute: Benin) als Staatssekretär und als Abgeordneter politisch aktiv. Ab 1969 lehrte er an der Universität Abomey-Calavi; 1976 wurde er promoviert. Von 1981 bis 1983 war er Rektor dieser Hochschule. 
Jean Pliya machte sich 1967 literarisch einen Namen mit dem Theaterstück Kondo le requin (Kondo der Hai) über den Widerstand Behanzins gegen die französische Eroberung seines Landes. Das Stück wurde mit dem Grand Prix littéraire de l’Afrique noire ausgezeichnet.
Er veröffentlichte ferner 3 Bände mit Erzählungen sowie einen Roman, in dem er die Folgen eines Staatsstreichs behandelte. Als engagierter Katholik publizierte er ein Dutzend spirituelle Bücher, von denen 2 auch in deutscher Sprache erschienen. Ebenso viele widmete er der gesundheitlichen und diätetischen Erziehung der Afrikaner.

## Werke

### Theater
- Kondo le requin. Drame historique en trois actes. 1967. (Grand Prix littéraire de l’Afrique noire)
- La Secrétaire particulière. Comédie. Éditions CLE, Yaoundé(Cameroun) 1973.

### Erzählende Prosa
- L'arbre fétiche. Nouvelles. Éditions CLE, Yaoundé(Cameroun) 1971.
- Le Chimpanzé amoureux. Le Rendez-vous. La Palabre de la dernière chance. Nouvelles. Les Classiques africains, Issy-les-Moulineaux 1977.
- La Fille têtue. Contes et récits traditionnels du Bénin. Nouvelles Éditions africaines, Abidjan 1982.
- Les Tresseurs de corde. Roman. Hatier, Paris 1987.

### Spiritualität
- La Conquête du bonheur par la pensée créatrice et la force de l'esprit. Nouvelles Éditions africaines, Abidjan 1983.
- Prier comme un enfant de roi. OEIL, Paris 1991. (Vorwort von Guy Romano)
- Donner comme un enfant de roi. Pratique de la dîme. Secret d'abondance et de prospérité. Chemin de renouveau évangélique. F.-X. de Guibert, Paris 1995.
- Soyez toujours joyeux ... c'est possible. Éditions Saint-Paul, Versailles 1997.
  - (deutsch) Freuet euch allezeit ... das ist möglich. Parvis-Verlag, Hauteville/Schweiz 2002. (übersetzt von Doris Dunkmann)
- Des ténèbres à la lumière. Osez prier pour la délivrance. Éditions Saint-Paul, Versailles 2002. (Vorwort von Emmanuel Bayili, * 1950)
  - (deutsch) Von der Finsternis zum Licht. Handbuch für den Befreiungsdienst in der Katholischen Kirche. Unio-Verlag, Fremdingen 2004.
- Rosaire, chemin de vie. Avec les vingt mystères. Médiaspaul, Paris 2004. (Vorwort von Paul Vieira)
- Après la guérison et la délivrance. La marche vers la conversion. Éditions des Béatitudes, Nouan-le-Fuzelier 2009. (Vorwort von Martin Adjou)
- Vie chrétienne authentique et protection de Dieu. Neuvaine pour affermir la foi expectante. Thérapie préventive contre les oeuvres du diable. Éphèse, Saint-Denis-du-Maine 2009. (Vorwort von Pascal N’Koué)
- Prières après la communion. Eucharistie, soleil de justice. Participation active à la messe. Prières de communion spirituelle. Pierre Téqui éditeur, Paris 2015. (Vorwort von Pascal N’Koué)

### Ratgeber zur Gesundheit
- (mit Rose Pliya) Alimentation de santé en Afrique tropicale. Avec menus et recettes naturistes africains. Éditions de la revue "Vivre en harmonie", Paris 1974. (Vorwort von Raymond Dextreit, 1908–2001)
- 7 weitere Ratgeber zur Stärkung der Gesundheit und zur Heilung von Krankheiten, erschienen von 1986 bis 1997.

### Geschichte
- Histoire Dahomey Afrique occidentale. 1975. (Schulbuch)
- (mit Jean Roger Ahoyo) Hommage au Roi Gbêhanzin, héros national. Abomey 2006.